# Azriet Szogienow
Azriet Szogienow (ros. Азрет Шогенов; ur. 13 czerwca 1990) – rosyjski zapaśnik startujący w stylu wolnym. Czwarty w Pucharze Świata w 2015. Trzeci w mistrzostwach Rosji w 2014 roku.